# 高井田站 (柏原市)
高井田站（日语：／ Takaida eki */?）位于大阪府柏原市大字高井田，是西日本旅客铁道（JR西日本）關西本線的鐵路車站。

## 历史
- 1985年8月29日 - 作为日本国有铁道新站，在关西本线河内坚上站与柏原站间开业。
- 1987年4月1日 - 国铁分割民营化后成为JR西日本车站。
- 1988年3月13日 - 线路爱称大和路线开始使用。
- 2003年11月1日 - 支持使用ICOCA[2]。
- 2009年10月4日 - 大阪环状、大和路线运行管理系统开始使用。
- 2011年3月26日 - 车站改造完成，直梯投入使用。
- 2014年
  - 2月20日 - 绿色窗口最后一日营业。
  - 2月21日 - 绿色自动售票机开始使用。
- 2018年3月12日 - 开始使用车站编号[3]。

## 车站结构

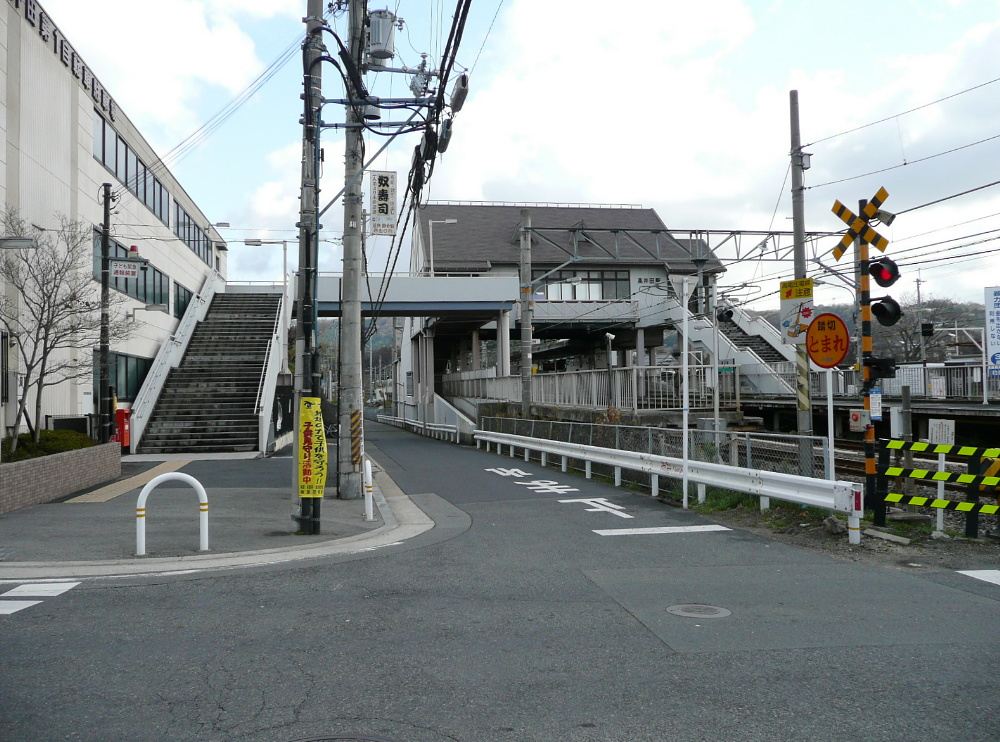
北口

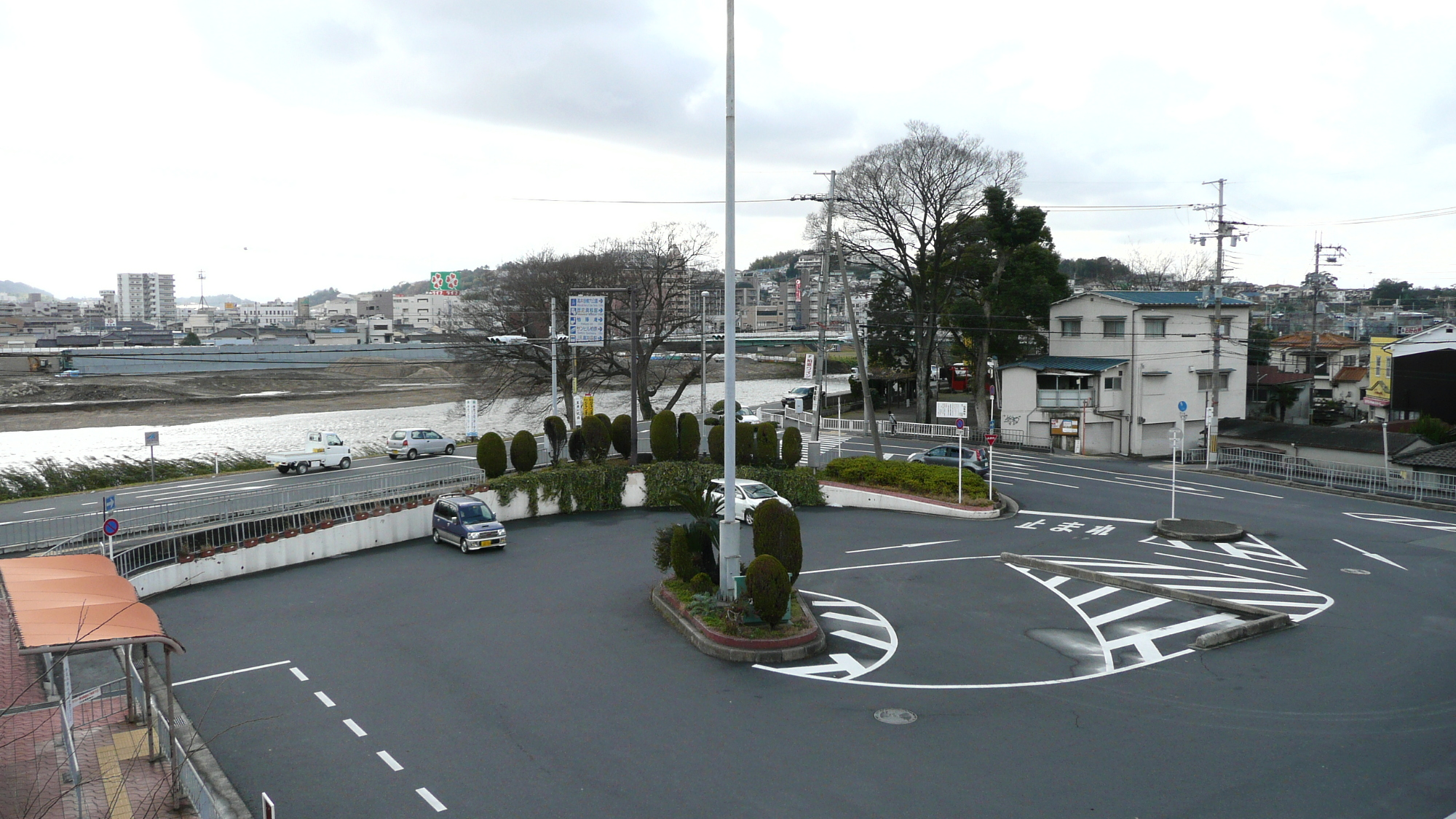
南口站前广场

侧式站台2台2线地上车站，跨线式站房。站台支持6辆编组列车。
八尾站管理,JR西日本交通服务委托的业务委托站。支持使用ICOCA.

### 站台
| 站台 | 路线     | 方向 | 目的地                   | 参考  |
| ---- | -------- | ---- | ------------------------ | ----- |
| 1    | 大和路線 | 上行 | 王寺、奈良、高田方向     | [ 4 ] |
| 2    | 大和路線 | 下行 | 天王寺、JR難波、大阪方向 | [ 4 ] |

## 使用情况
根据大阪府统计年鉴2017年日平均乘车人数4,589。
| 年度   | 1日平均 乘车人数 |
| ------ | ---------------- |
| 1997年 | 4,277            |
| 1998年 | 4,472            |
| 1999年 | 3,806            |
| 2000年 | 4,055            |
| 2001年 | 4,209            |
| 2002年 | 4,360            |
| 2003年 | 4,482            |
| 2004年 | 4,496            |
| 2005年 | 4,542            |
| 2006年 | 4,486            |
| 2007年 | 4,405            |
| 2008年 | 4,394            |
| 2009年 | 4,277            |
| 2010年 | 4,472            |
| 2011年 | 4,639            |
| 2012年 | 4,586            |
| 2013年 | 4,669            |
| 2014年 | 4,645            |
| 2015年 | 4,686            |
| 2016年 | 4,656            |
| 2017年 | 4,589            |

## 相鄰車站
西日本旅客鐵道
 大和路線（關西本線）
■大和路快速、■直通快速、■快速、■区間快速
通过
■普通
河内坚上（JR-Q29）－高井田（JR-Q28）－ 柏原（JR-Q27）

## 外部連結
- 高井田｜車站資訊：JR出門網 - 西日本旅客鐵道